# Canção Nova Internacional
A Canção Nova Internacional é a retransmissão da TV Canção Nova através de satélites como o Brasilsat B1 e Brasilsat B3 e o NSS-806, que transmite o material produzido no Brasil e distribui para toda América do Norte, América do Sul e ainda parte da Europa. Podendo ser vista desde setembro de 2005 por todas as regiões da Europa, através dos satélites Hot Bird, uma das maiores redes distribuidoras do mundo que abrange 45 milhões de receptores e oferece a programação católica em sinal aberto. Em 2008 a emissora inaugurou um novo canal de transmissão na Ásia em parceria com a SatLink no satélite AsiaSat 2, alcança todo o continente Asiático, Egito, Austrália e Nova Zelândia.

## TV Canção Nova de Portugal
Em Portugal, a TV Canção Nova Portugal começou por ser transmitida através de televisão por satélite, mas abandonou essa tecnologia pese embora tenha recebido fortes manifestos para que a mesma fosse reposta em sinal aberto. Desde então passou a emitir apenas em televisão por assinatura no canal 186 da operadora MEO, no canal 186 da operadora NOS, no canal 145 da operadora Nowo e no canal 187 da operadora Vodafone. Entre as suas principais transmissões contam-se a transmissão diária da Missa a partir do Santuário de Nossa Senhora de Fátima, na Cova da Iria e a recitação do Santo Rosário, a partir da Capelinha das Aparições de Fátima.